# Puesto del Jefe Heraldo de Irlanda

El Puesto del Jefe Heraldo de Irlanda, a veces incorrectamente llamado Puesto de Armas, es la autoridad de la República de Irlanda en todos los asuntos heráldicos que se relacionan con Irlanda y está ubicado en la Biblioteca Nacional de Irlanda. Remontándose a 1552, es el Puesto de Estado más antiguo, el título era previamente rey de armas de Úlster hasta el 1 de abril de 1943. Debido a la ya informada incertidumbre acerca de la validez legal de las concesiones de armas en la República de Irlanda, el cargo de jefe heraldo permaneció vacante desde septiembre de 2003 hasta agosto de 2005. Había sido asumido que las prerrogativas de la Corona británica, incluyendo al poder para conceder armas, habían sido heredadas luego de la independencia irlandesa en 1922, pero una serie de juicios legales han minado esta visión y las dudas acerca del estado del Puesto del Jefe Heraldo no están enteramente resueltas.

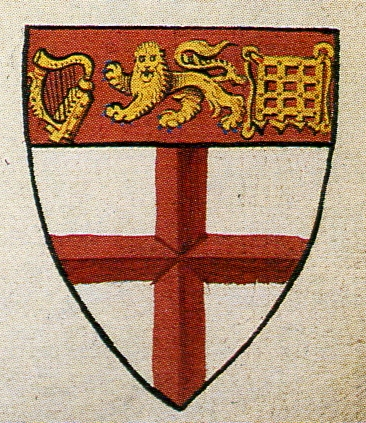
Escudo de armas del Rey de Armas del Ulster, año 1595.

## Jefes Heraldos
- Edward McLysaght (1943–54)
- Gerard Slevin (1954–81)
- Donal Begley (1981–95)
- Patricia Donlon (1995–97)
- Brendan O Donoghue (1997–2003)
- Cargo vacante 2003–05
- Fergus Gillespie (2005–2009)
- Collette Byrne (2009–2010)
- Colette O'Flaherty (2010–)